# Bataille d'Imenas
Pour les articles homonymes, voir Doro.
Guerre du Mali
Batailles
La bataille d'Imenas a lieu le 1er mars 2013 pendant la guerre du Mali. Elle se déroule pendant l'opération Doro, lancée par les troupes franco-maliennes dans la région à l'est de Gao.

## Prélude
La ville de Gao est prise par les troupes françaises et maliennes le 27 janvier 2013. Cependant contrairement à Ansar Dine et AQMI qui se replient dans l'Adrar des Ifoghas, le MUJAO reste actif dans la région de Gao. À deux reprises, le 10 février, puis le 20 février, des commandos djihadistes parviennent à s'infiltrer au cœur de la ville. Ces attaques sont à chaque fois détruites, mais les officiers français, maliens et africains décident de reprendre l'initiative.
Une enquête est ouverte pour connaître les positions et le nombre des djihadistes. Des prisonniers sont interrogés par la gendarmerie malienne, des documents sont retrouvés à Gao, des communications téléphoniques interceptées, des informations sont également livrées par la population tandis que le 2e régiment de hussards, intégré à la brigade de renseignement, surveille la route de Gao à Ansongo. Finalement l'état-major de l'opération Serval estime qu'une centaine de combattants divisés en plusieurs petits groupes sont implantés à l'est de Gao, entre Djebok et al-Moustarat.

## Forces en présence
L'opération Doro est lancée le 27 février 2013, avec pour objectif de détruire les groupes islamistes des environs de Gao. Les Français engagent le GTIA 2, basé à Gao et commandé par le colonel Bruno Bert, chef du 92e régiment d'infanterie. Transportés par des blindés VBCI et appuyées par le GAM (groupement aéromobile), constitué d'hélicoptères Gazelle. Les forces françaises sont composées principalement de soldats de la 4e compagnie du 92e régiment d'infanterie (92e RI), surnommés les « Gaulois », d'une section du 31e régiment du génie (31e RG) et de quelques soldats du Commando parachutiste de l'air n° 20 (CPA-20).
L'armée malienne prend également part aux combats, 200 soldats sont engagés au début de l'opération. Il s'agit de Touaregs imghad de la troupe du colonel-major El Hadj Ag Gamou.
Les forces djihadistes sont principalement issues du MUJAO, mais Les Signataires par le sang prennent peut-être aussi part aux affrontements. En février 2013, un membre d'AQMI, dont les déclarations publiées sur des sites islamistes sont relevées par l'agence de presse mauritanienne Sahara Media, affirme que le chef des Signataires par le sang, Mokhtar Belmokhtar, combat dans la région de Gao. 
Après la bataille, le colonel Bert estima les combattants islamistes au nombre d'une centaine au moins. Peut-être 200, d'après un responsable des renseignements.

## Déroulement

### Début de l'opération
Le premier objectif de l'opération Doro est Imenas, un village d'une cinquantaine d'habitations situé à une quinzaine de kilomètres à l'est de Djebok. La colonne franco-malienne quitte l'aéroport de Gao la nuit du 27 au 28 février 2013, elle prévoit d'aborder Imenas par le nord, mais elle est rapidement repérée par des éclaireurs islamistes, surnommés les « sonnettes », qui à bord de pick-up ou de motos surveillent les mouvements de la colonne. 
En chemin, les Français et les Maliens effectuent des fouilles dans la région, mais ralenti par une forte consommation en essence et par des cartes obsolètes, le colonel Bert décide finalement d'aborder Imenas par le sud. La veille de l'attaque, les Français et les Maliens passent la nuit au milieu du désert tous feux éteints,.

### Combat d'Imenas
Le 1er mars 2013, vers 4 heures du matin, 200 soldats français soutenus par 16 blindés et 200 soldats maliens abordent Imenas par le sud. Cachés par un épais brouillard, ils ne sont pas immédiatement repérés par les djihadistes. Le combat s'engage une demi-heure plus tard lorsqu'un VBCI repère et tire sur un petit groupe de trois combattants,. 
Surpris, les djihadistes se jettent sur leurs pick-up et abandonnent le village après une brève résistance,,.
Vers 6 heures, Imenas est encerclé. Trois sections de VBCI sont déployées, l'une d'entre elles est soutenue au sud-est par des équipes de servants de mortiers et des tireurs d'élite. Les soldats français et maliens prennent alors le contrôle du village et le génie effectue des fouilles sous les yeux de la population qui reste calme. Cependant les Français interceptent un appel téléphonique, ils savent que l'alerte est donnée du côté des djihadistes,. 
Les soldats ne trouvent rien dans village, hormis un pick-up camouflé. Pendant ce temps, les hélicoptères Gazelle et Puma arrivent depuis Gao.
Après des recherches infructueuses, les Maliens décident de gagner la forêt qui s'étend du nord-est au sud-est d'Imenas. Vers 10 heures 30, les soldats touareg montent sur leurs pick-up et se portent en direction de la forêt, suivis par quelques soldats français ; une section de sapeurs et des soldats du CPA-20. Cependant à peine arrivé aux sous-bois, les Maliens se retrouvent pris sous le feu des djihadistes embusqués à une vingtaine de mètres. Ceux-ci, au nombre de plusieurs dizaines attaquent avec des AK-47 et des lance-roquettes RPG-7,. 
Les Français sont surpris par l'attaque, d'autant plus qu'un DRAC avaient survolé la forêt pendant trois quarts d'heure sans rien trouver. Le poste de commandement du colonel Bert se retrouve même sous le feu des islamistes et doit se replier, couvert par les tireurs d'élite qui abattent trois djihadistes. 
Les Français décident alors d'abandonner leur position, afin de contourner et prendre de flanc les djihadistes engagés dans la fusillade contre les Maliens. Seuls neuf tireurs d'élite sont laissés sur place. Une cinquantaine de djihadistes s'élancent alors vers eux et se mettent à ramper discrètement sur la contrepente. Mais arrivés à une quarantaine de mètres de ces derniers ils sont finalement repérés par les Français. Les neuf tireurs d'élite abandonnent leurs fusils pour ouvrir le feu avec leurs pistolets automatiques, sept djihadistes sont tués dans cette fusillade. Des VBL arrivent ensuite en renfort et surtout, vers 11 h 40, quatre blindés VBCI gagnent l'autre côté de la crête. Ils gravissent la pente à toute vitesse et ouvrent ensuite le feu une fois arrivés au sommet tandis que 40 soldats sortent des blindés.
Les djihadistes subissent de lourdes pertes, mais bien que repoussés ils ne renoncent pas et reprennent leurs assauts qui les amènent parfois à moins de dix mètres des soldats français,,,. 
Le général Barrera déclara : « En Afghanistan, on nous tirait de loin comme des lapins. Là, ils venaient sur nous. Le 92e RI a eu une opération au contact à 800 m au début et ça s'est fini à 10 m au pistolet. Ils se sacrifiaient. »
Les affrontements se poursuivent encore pendant toute la journée. Les Français et les Maliens bénéficient de l'appui des hélicoptères et d'un Mirage 2000D qui effectue des frappes sur les djihadistes. Trois hommes du 92e RI détruisent également un blindé BRDM-2 ou BTR-60 avec un lance-roquettes AT4,,,.
Enfin, les Gazelle ouvrent le feu sur les pick-up djihadistes avec leurs canons et leurs missiles HOT, de même qu'un Puma équipé d'un canon de 20 mm. Guidés par les CPA-20, un Mirage 2000D détruit un autre véhicule. Vers 15 h 30, les djihadistes se regroupent mais ils sont visés par des tirs de mortiers.
Le combat s'achève vers 17 heures, même si quelques escarmouches éclatent encore jusqu'à la tombée de la nuit. Le lendemain à l'aube, les Français et les Maliens prennent le bois abandonné par les djihadistes,.
À la tombée de la nuit, les militaires français et maliens quittent Imenas et regagnent Gao en étant au passage ravitaillés en essence à Djebok. Dès leur arrivée à Gao, les soldats de 4e compagnie du 92e RI sont relevés par la 1re compagnie qui engage l'opération Doro II et se porte à son tour sur Imenas. Ils arrivent sur l'ancien champ de bataille la nuit du 2 au 3 mars. Les Français et les Maliens fouillent prudemment la zone mais ne découvrent aucun IED, des cadavres et des tombes de djihadistes sont en revanche découverts ainsi qu'une zone de vie aménagée dans la forêt, des vivres et 10 000 cartouches de munitions qui sont remises aux Maliens.
Deux IED sont également détruits les 1er et 2 mars.

## Les pertes
Selon le bilan donné le 3 mars par le capitaine Diarra, porte-parole de l’armée malienne à Gao, les forces franco-maliennes n'ont aucune perte et celles des djihadistes sont de 52 tués,. Contacté par des journalistes, un soldat malien affirme également que l'armée malienne n'a eu aucune perte : « J'ai participé aux combats à In-Manas vendredi. Nous avons détruit une base du Mujao. Ils ont eu beaucoup de morts dans leurs rangs. Nous sommes revenus à Gao, sans perte dans nos rangs. » Selon un officier malien : « La surprise était générale. Les échanges de tirs ont démarré immédiatement. Cinquante-deux éléments du Mujao ont été éliminés, un blessé léger dans nos rangs. »
Du côté du MUJAO, aucun bilan n'est communiqué, Adnane Abou Walid Al-Sahraoui, porte-parole du mouvement islamiste, déclare : « Nous avons livré un combat sans merci aux troupes maliennes avec leurs complices français à 60 km à l'est de Gao vendredi. Pour le bilan, nous allons voir après. »
Dans son communiqué publié le 4 mars, l'armée française estime quant à elle à une quarantaine le nombre d'islamistes « neutralisés » lors du combat du 1er mars, elle affirme également qu'un blindé BTR-60 et trois pick-up ont été détruits. 
Les Français ne comptent qu'un blessé léger, victime d'un trauma sonore.
Selon Tanguy Berthemet, envoyé spécial du Figaro, 51 corps sont retrouvés dans les bois, les djihadistes ayant emmené leurs blessés.